# Max Planck
Max Karl Ernst Ludwig Planck (Quiel, 23 de abril de 1858 — Gotinga, 4 de outubro de 1947) foi um físico alemão. É considerado o pai da física quântica e um dos físicos mais importantes do século XX. Planck foi laureado com o Nobel de Física de 1918, por suas contribuições na área da física quântica.

## Biografia

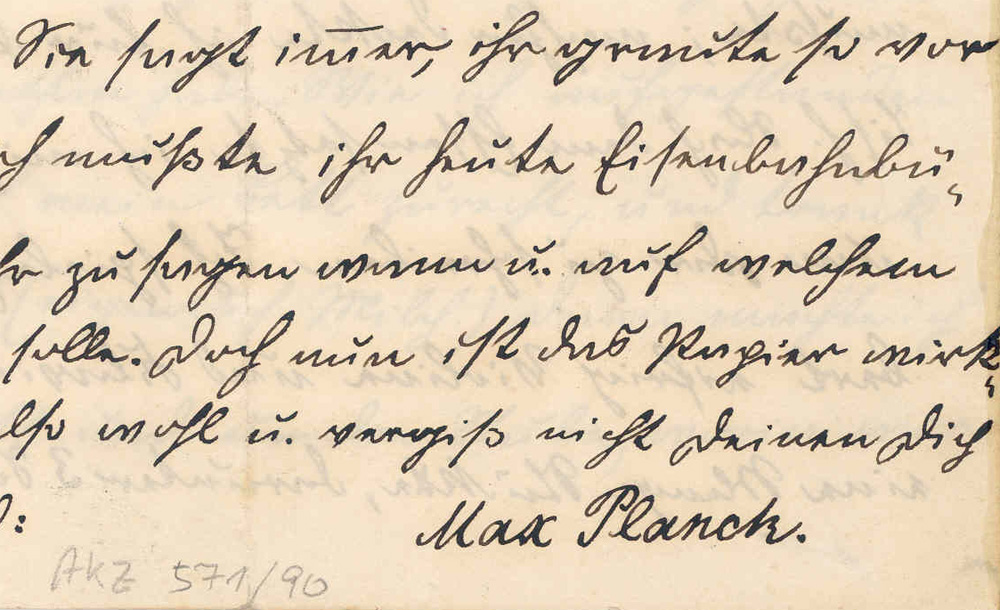
Assinatura de Max Planck aos dez anos de idade.

Planck nasceu em Quiel, capital de Eslésvico-Holsácia, um condado no norte da Alemanha. Pertenceu a uma família de grande tradição acadêmica (seu avô e bisavô foram professores de teologia em Gotinga). Era filho de Johann Julius Wilhelm Planck, professor de direito Constitucional na Universidade de Quiel, com sua segunda esposa, Emma Patzig, e foi batizado com o nome de Karl Ernst Ludwig Marx Planck (em relação aos nomes que lhe foram dados, Marx [uma variante hoje obsoleta de Markus ou talvez simplesmente um erro para Max, que é hoje a abreviação para Maximilian] foi usado como primeiro nome). No entanto, por volta dos dez anos de idade, assinou com o nome Max e usou-o assim para o resto de sua vida.
Ele era o sexto filho, embora dois de seus irmãos fossem do primeiro casamento de seu pai. Entre suas primeiras lembranças estava a marcha das tropas prussianas e austríacas em Quiel durante a guerra dinamarquês-prussiana de 1864. Em 1867 a família se mudou para Munique, e Planck foi matriculado na escola ginasial Maximiliansgymnasium München, onde ficou sob a tutela de Hermann Müller, um matemático muito interessado pela juventude, que lhe ensinou astronomia, mecânica e matemática. Foi com Hermann Müller que Planck primeiro aprendeu o princípio da conservação da energia. Não à toa, seus primeiros trabalhos foram sobre termodinâmica. Também publicou trabalhos sobre a entropia, termoeletricidade e na teoria das soluções diluídas. Excelente aluno, Planck obteve o grau de doutor com apenas 21 anos de idade.
Planck tinha talento para a música. Teve aulas de canto e tocou piano, órgão e violoncelo, e compôs músicas e óperas. No entanto, em vez da música, escolheu estudar física.

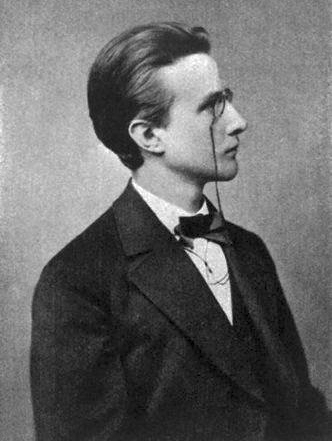
Planck quando jovem, em 1878.

O professor de física em Munique, Philipp von Jolly, aconselhou Planck a não estudar física, pois, segundo ele, "neste campo, quase tudo já está descoberto, e tudo o que resta é preencher alguns buracos". Planck respondeu que não queria descobrir coisas novas, apenas compreender os fundamentos conhecidos do assunto. Assim, começou seus estudos nesta área em 1874 na Universidade de Munique. Sob a supervisão de Jolly, Planck realizou os únicos experimentos de sua carreira científica, estudando a difusão de hidrogênio através de platina aquecida, antes de transferir-se para a física teórica.
Em 1877 foi para Berlim para um ano de estudo com os físicos Hermann von Helmholtz e Gustav Kirchhoff e o matemático Karl Weierstrass. Lá, ele relatou que Helmholtz nunca estava completamente preparado, falava lentamente, calculava muito mal e entediava seus ouvintes, enquanto Kirchhoff proferia palestras cuidadosamente preparadas que eram secas e monótonas. Logo se tornou amigo íntimo de Helmholtz. Lá, empreendeu um programa basicamente de autoestudo sobre os trabalhos de Clausius que o levou a escolher a teoria do calor como o seu campo de estudo.
Em outubro de 1878 Planck passou nos exames de qualificação e em fevereiro de 1879 defendeu sua dissertação, Über den zweiten Hauptsatz der mechanischen Wärmetheorie (Sobre o segundo teorema fundamental da teoria mecânica do calor). Por curto período ensinou matemática e física na sua antiga escola em Munique.
Em junho de 1880, apresentou a sua tese de habilitação, Gleichgewichtszustände isotroper Körper in verschiedenen Temperaturen (Estados de equilíbrio de corpos isotrópicos em diferentes temperaturas). Tornou-se então professor em Munique, esperando até que lhe fosse oferecida uma posição acadêmica. Embora tenha sido inicialmente ignorado pela comunidade acadêmica, promoveu seu trabalho no campo da teoria do calor e descobriu em seguida o formalismo termodinâmico assim como Gibbs sem percebê-lo. As ideias de Clausius sobre entropia ocuparam um papel central em seu trabalho.

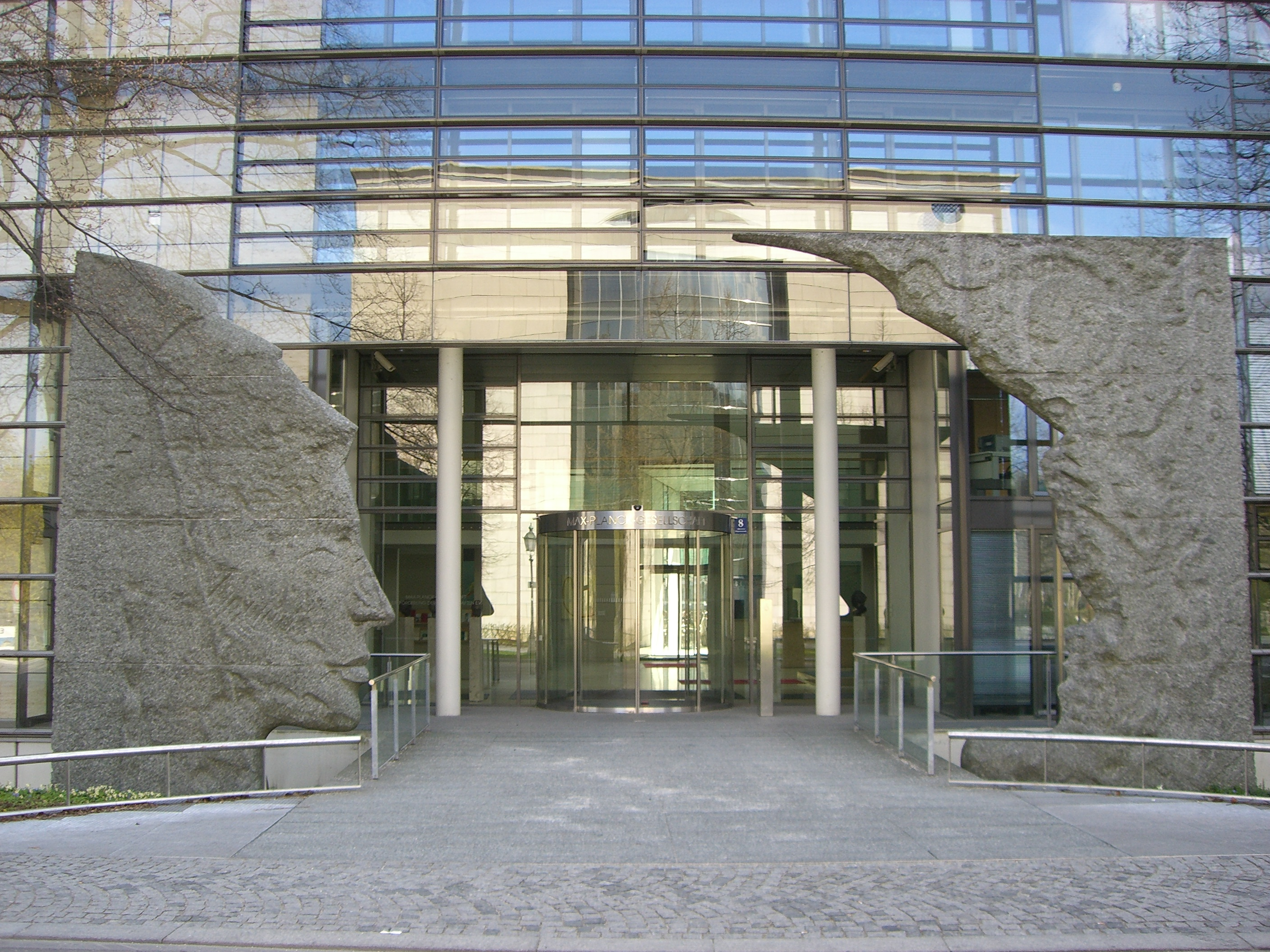
O Instituto Max Planck, em Munique.

Seguiu para sua cidade natal, Quiel, em 1885, onde se casou com Marie Merck em 1886. Em 1889, Planck seguiu para a Universidade de Berlim e após dois anos foi nomeado professor de Física Teórica, substituindo Gustav Kirchhoff.
Em fins do século XIX, uma das dificuldades da física consistia na interpretação das leis que governam a emissão de radiação por parte dos corpos negros. Tais corpos são dotados de alto coeficiente de absorção de radiações; por isso, parecem negros para a visão humana.
Em 1899, após pesquisar as radiações eletromagnéticas, descobriu uma nova constante fundamental, batizada posteriormente em sua homenagem como Constante de Planck, e que é usada, por exemplo, para calcular a energia do fóton. Um ano depois, descobriu a lei da radiação térmica, chamada Lei de Planck da Radiação. Essa foi a base da teoria quântica, que surgiu dez anos depois com a colaboração de Albert Einstein e Niels Bohr. De 1905 a 1909, Planck atuou como diretor-chefe da Deutsche Physikalische Gesellschaft (Sociedade Alemã de Física). Sua mulher morreu em 1909, e, um ano depois, Planck casou-se novamente com Marga von Hoesslin.

Em 1913 foi nomeado reitor da Universidade de Berlim.

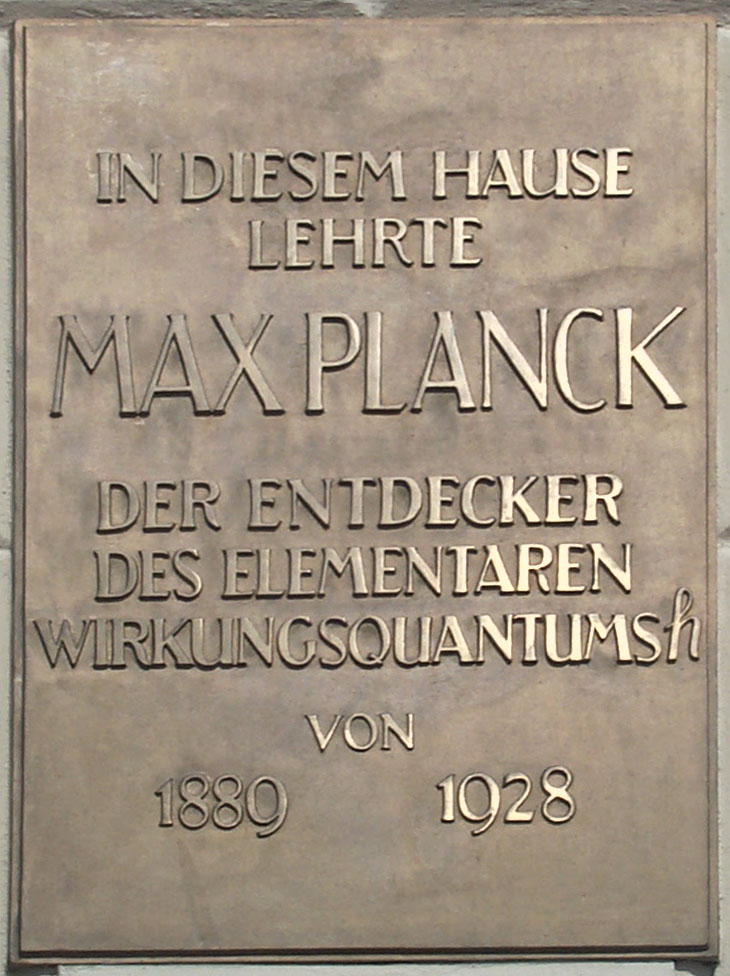
Placa comemorativa na parede exterior de uma edificação da Universidade Humboldt de Berlim

Como consequência do nascimento da física quântica, foi laureado em 1918 com o Nobel de Física. De 1930 a 1937, Planck foi presidente da Kaiser-Wilhelm-Gesellschaft zur Förderung der Wissenschaften (KWG, Sociedade para o Avanço das Ciências do Imperador Guilherme).
Avesso aos ideais nazistas, Planck tentou convencer Hitler a dar liberdade aos cientistas judeus. Planck argumentou que haveria diversos tipos de judeus, alguns valiosos e outros inúteis para a Alemanha. O Führer então lhe respondeu: "Se a ciência não pode passar sem judeus, teremos de nos haver sem a ciência!".
Este fato desagradou a Hitler. Mais tarde, seu filho Erwin foi executado por enforcamento em 23 de janeiro de 1945, acusado de traição relacionada a um atentado para matar Hitler, em 20 de julho de 1944.
Foi senador da Sociedade Kaiser Wilhelm, de 1916 a 1947.
Participou da 1ª e da 5ª Conferência de Solvay.

## Trabalho

### Entropia
A termodinâmica, também conhecida como "teoria mecânica do calor" no final do século 19, surgiu no início deste século a partir de uma tentativa de entender como as máquinas a vapor funcionam e melhorar sua eficiência. Na década de 1840, vários pesquisadores descobriram e formularam de forma independente a lei de conservação de energia, que hoje também é conhecida como a Primeira Lei da Termodinâmica. Em 1850, Rudolf Clausius formulou a chamada segunda lei, que afirma que uma transferência voluntária (ou espontânea) de energia só é possível de um corpo mais quente para um mais frio, mas não vice-versa. Na Inglaterra, na época, William Thomson chegou à mesma conclusão.
Clausius continuou a generalizar sua formulação e chegou a uma nova formulação em 1865. Para isso, introduziu o conceito de entropia que definiu como medida do fornecimento reversível de calor em relação à temperatura absoluta:
{\displaystyle \mathrm {d} S={\frac {\mathrm {d} Q}{T}}}
A nova formulação da segunda lei, que vigora até hoje, foi: "A entropia pode ser criada, mas nunca destruída". Clausius, cujo trabalho Planck leu quando jovem estudante durante sua estadia em Berlim, aplicou com sucesso essa nova lei da natureza a processos mecânicos, termoelétricos e químicos, bem como a mudanças no estado da matéria.
Em sua dissertação de 1879, Planck resumiu os escritos de Clausius, apontando contradições e imprecisões em sua formulação e, em seguida, esclarecendo-as. Além disso, generalizou a validade da segunda lei a todos os processos na natureza, Clausius limitou sua aplicação a processos reversíveis e processos térmicos. Além disso, Planck lidou intensamente com o novo conceito de entropia e apontou que a entropia não é apenas uma propriedade de um sistema físico, mas também uma medida da irreversibilidade de um processo: se a entropia é gerada em um processo, ela é irreversível, uma vez que a entropia não pode ser destruída de acordo com a segunda lei. No caso de processos reversíveis, a entropia permanece constante. Em 1887, ele apresentou esse fato em detalhes em uma série de tratados intitulada Sobre o Princípio do Aumento da Entropia. O trabalho de Planck recebeu pouca atenção na época, e muitos físicos consideraram a entropia como um "espectro matemático".
Em seu estudo do conceito de entropia, Planck não seguiu a interpretação molecular e probabilística predominante da época, pois estas não permitem uma prova absoluta de validade universal. Em vez disso, ele adotou uma abordagem fenomenológica e também era cético em relação ao atomismo. Embora mais tarde tenha abandonado essa atitude no curso de seu trabalho sobre a lei da radiação, seus primeiros trabalhos "demonstram de forma impressionante o grande poder da termodinâmica fenomenológica na resolução de problemas físico-químicos concretos [...]" (Dieter Hoffmann: Max Planck: O Surgimento da Física Moderna).
A compreensão de Planck da entropia incluiu a constatação de que o máximo de entropia corresponde ao estado de equilíbrio. A conclusão concomitante de que todas as leis dos estados de equilíbrio termodinâmico podem ser derivadas do conhecimento da entropia corresponde à compreensão moderna de tais estados. Planck, portanto, escolheu os processos de equilíbrio como seu foco de pesquisa e, com base em sua tese de habilitação, pesquisou a coexistência de estados da matéria e o equilíbrio das reações gasosas. Esse trabalho na fronteira da termodinâmica química também atraiu muita atenção da indústria química, que estava se expandindo rapidamente na época.
Independentemente de Planck, o americano Josiah Willard Gibbs também descobriu quase todas as descobertas de Planck sobre as propriedades dos equilíbrios físico-químicos, e as publicou a partir de 1876. Planck desconhecia esses ensaios, e eles não apareceram em alemão até 1892. No entanto, ambos os cientistas abordaram o assunto de maneiras diferentes, enquanto Planck lidou com processos irreversíveis, Gibbs olhou para os equilíbrios. Esta abordagem acabou sendo aceita devido à sua simplicidade, mas a abordagem de Planck é creditada com a "maior generalidade".

### Eletrólitos e soluções
Além de suas pesquisas sobre entropia, Planck também trabalhou com processos elétricos em soluções na primeira década de sua carreira científica. Entre outras coisas, ele conseguiu derivar teoricamente a dependência da condutividade e diluição de uma solução, estabelecendo assim a moderna teoria dos eletrólitos. Ele também foi capaz de deduzir teoricamente as condições para as mudanças de ponto de congelamento e ebulição de soluções diluídas, que Raoult e van 't Hoff haviam encontrado em 1886.

### Lei da Radiação de Planck e Quantum de Ação
Depois de ter concluído em grande parte seu trabalho sobre equilíbrios termodinâmicos e depois saber que o americano Josiah Willard Gibbs já havia chegado às mesmas conclusões, Planck voltou-se para os equilíbrios radiativos e a teoria da radiação térmica em meados da década de 1890. Na época, pouco se sabia sobre as leis pelas quais corpos aquecidos emitem raios de calor e luz. Em 1859, Gustav Kirchhoff tinha a importância central de uma função universal de radiação que dependia apenas da frequência e da temperatura {\displaystyle f(\nu ,T)} postulado para descrever a radiação térmica. Ao fazer isso, ele introduziu o conceito de corpo negro, que absorve completamente toda a radiação incidente. Por outro lado, tal corpo negro emite apenas a radiação emitida por si mesmo. Isso simplificou a busca pela função de radiação, já que o problema pode ser reduzido ao estudo da radiação de um corpo negro.
As barreiras experimentais e teóricas eram significativas; somente em 1879 Josef Stefan conseguiu estabelecer a relação entre a densidade de energia I e a temperatura {\displaystyle T} que {\displaystyle I\sim T^{4}}. Em 1884, Ludwig Boltzmann derivou uma lei para a radiação total de um corpo negro, e Wilhelm Wien, do Instituto de Física Técnica do Reich em Berlim, determinou em 1893 a chamada Lei de Deslocamento de Wien {\displaystyle \lambda T=konstant}. Três anos depois, foi formulada a Lei de Radiação de Wien, que inicialmente confirmava os resultados experimentais, considerando os grandes erros de medição comuns naquela época.
Enquanto os cientistas do Physikalisch-Technische Reichsanstalt tentavam realizar um corpo negro pela primeira vez por volta de 1900 para poder realizar medições nele, Planck abordou o problema de um ponto de vista teórico. Em 1894 ele tentou derivar as leis da física das radiações a partir de considerações termodinâmicas. Este trabalho foi a continuação direta de sua pesquisa anterior sobre equilíbrio termodinâmico e entropia, que ele queria ligar com a teoria eletromagnética da luz. Isso teria possibilitado interpretar a radiação térmica como um processo eletromagnético, o que teria representado uma conclusão adicional da física do ponto de vista da época.
Planck usou os osciladores harmônicos introduzidos por Heinrich Hertz em 1889 como o "oscilador hertziano" para sua teoria, que poderia ser usada para descrever a emissão e absorção de ondas eletromagnéticas. Planck aplicou este conceito a corpos irradiadores de calor e apresentou seus resultados à Academia Prussiana de Ciências em março de 1895 e fevereiro de 1896. Nos anos seguintes, ele expandiu essa abordagem e publicou cinco artigos sobre processos irreversíveis de radiação entre 1897 e 1899. Além disso, ele conseguiu derivar a lei de radiação de Wien a partir da observação do comportamento da radiação de uma cavidade. Além disso, quando apresentou esses resultados à Academia em maio de 1899, ele havia chegado à conclusão de que essa lei, como a segunda lei da termodinâmica, era universalmente válida. Ao mesmo tempo, Planck introduziu a constante natural, que mais tarde foi referida como o quantum de ação de Planck mas não reconhecia seu significado abrangente.

Comparação das leis do jeans Rayleigh (vermelho), Planck (verde) e Viena (azul). Mostra-se a radiância de um corpo negro para frequências de cerca de 20 MHz a cerca de 2 GHz

No verão de 1900, medições de Heinrich Rubens e Ferdinand Kurlbaum revelaram que os desvios da lei de radiação de Wien em faixas de baixa frequência, que anteriormente haviam sido interpretados como erros de medição, eram, na verdade, erros graves na própria equação. Rubens, que era amigo de Planck, relatou os resultados a Planck em outubro daquele ano e apontou-lhe que, para comprimentos de onda longos, não era a lei de radiação de Wien que tinha que ser aplicada, mas sim a lei de Rayleigh-Jeans que acabara de ser encontrada. Isso, por sua vez, se desviou significativamente em faixas de alta frequência, onde a lei de Wien forneceu valores precisos. Imediatamente após essa conversa, Planck encontrou uma "fórmula de interpolação felizmente adivinhada" para os resultados das medições, que Rubens conseguiu confirmar durante as medições nos dias seguintes. A lei de radiação de Planck combinou a lei de Wien com a lei de Rayleigh-Jeans, ambas as quais podem ser consideradas casos limítrofes.
O resultado preliminar, que Planck apresentou à Academia em 19 de outubro após uma palestra de Kurlbaum, ainda continha duas constantes que estavam indeterminadas na época. Nas semanas que se seguiram, Planck levou a lei à sua forma final:
{\displaystyle \rho (\nu ,T)={\frac {8\pi \nu ^{2}}{c^{3}}}{\frac {h\nu }{e^{\frac {h\nu }{kT}}-1}}}
Para esse fim, Planck usou a justificativa atomístico-probabilística da entropia de Ludwig Boltzmann, que ele havia rejeitado até então, abandonando assim sua abordagem fenomenológica, que ele havia consistentemente perseguido até então, e reconhecendo seu erro. Em retrospecto, Planck descreveu esse passo como um "ato de desespero".  Analogamente ao trabalho de Boltzmann de 1877 sobre estatísticas de gases, Planck permitiu apenas certos estados de energia para os osciladores de radiação. A lei derivada desta forma contém, com a constante de Boltzmann  a velocidade da luz e a constante de Planck tem três constantes naturais, caso contrário, apenas as quantidades variáveis temperatura e frequência são incluídas. Nos anos seguintes, a correlação de Planck tornou possível determinar as constantes da natureza com muito mais precisão do que havia sido possível anteriormente. 
Em 14 de dezembro de 1900, Planck apresentou seus resultados em uma reunião da Sociedade de Física, e de acordo com Max von Laue, este dia tem sido considerado o "aniversário da física quântica", embora nenhum dos cientistas presentes – incluindo Planck – soubesse o significado e o escopo da fórmula ou das constantes estava ciente. O resultado de Planck foi inicialmente visto como uma fórmula que representava corretamente as condições de radiação. Foi somente após a hipótese quântica da luz de Albert Einstein de 1905 e a subsequente análise crítica da lei da radiação de Planck, que Einstein posteriormente desenvolveu junto com Paul Ehrenfest, que sua incompatibilidade com a física clássica ficou clara. Não foi até 1908 que o próprio Planck descreveu os estados de energia dos osciladores como "discretos".
Após a conferência de Solvay em 1911, onde os problemas levantados pela lei da radiação de Planck foram explicados, Planck tentou conciliar a lei da radiação com a física clássica. Para isso, ele desenvolveu a "segunda teoria quântica" em 1912, segundo a qual apenas a emissão de energia é quantizada, mas a absorção é contínua. Em 1914, ele apresentou uma "terceira teoria quântica" que não exigia quanta. Ele ainda rejeitou a hipótese quântica de luz de Einstein.

Planck rejeitou a interpretação de Copenhague da mecânica quântica desenvolvida no final da década de 1920 por Bohr, Heisenberg e Pauli (baseada em uma ideia de Max Born) e logo depois dominou, assim como Schrödinger e Laue; até mesmo o criador da hipótese quântica da luz, Einstein, havia se tornado um conservador. Planck já achava a mecânica matricial de Heisenberg – a primeira formulação da mecânica quântica – "abominável", e saudou a equação de Schrödinger, que foi elaborada logo depois, como uma salvação. Ele esperava que a mecânica ondulatória logo tornasse a teoria quântica, seu próprio filho, obsoleta. A ciência ignorou suas preocupações. O que ele havia descoberto em sua juventude em sua luta com os velhos também se aplicava a si mesmo:
"Uma nova verdade científica não costuma afirmar-se de tal forma que seus oponentes sejam convencidos e se declarem instruídos, mas no fato de que os oponentes gradualmente morrem e que a nova geração está familiarizada com a verdade desde o início."
– Wissenschaftliche Selbstbiographie, Leipzig 1948

### Música
No final do século 19, Planck estava intensamente preocupado com os problemas da entonação pura do canto coral em modulações.

## Morte

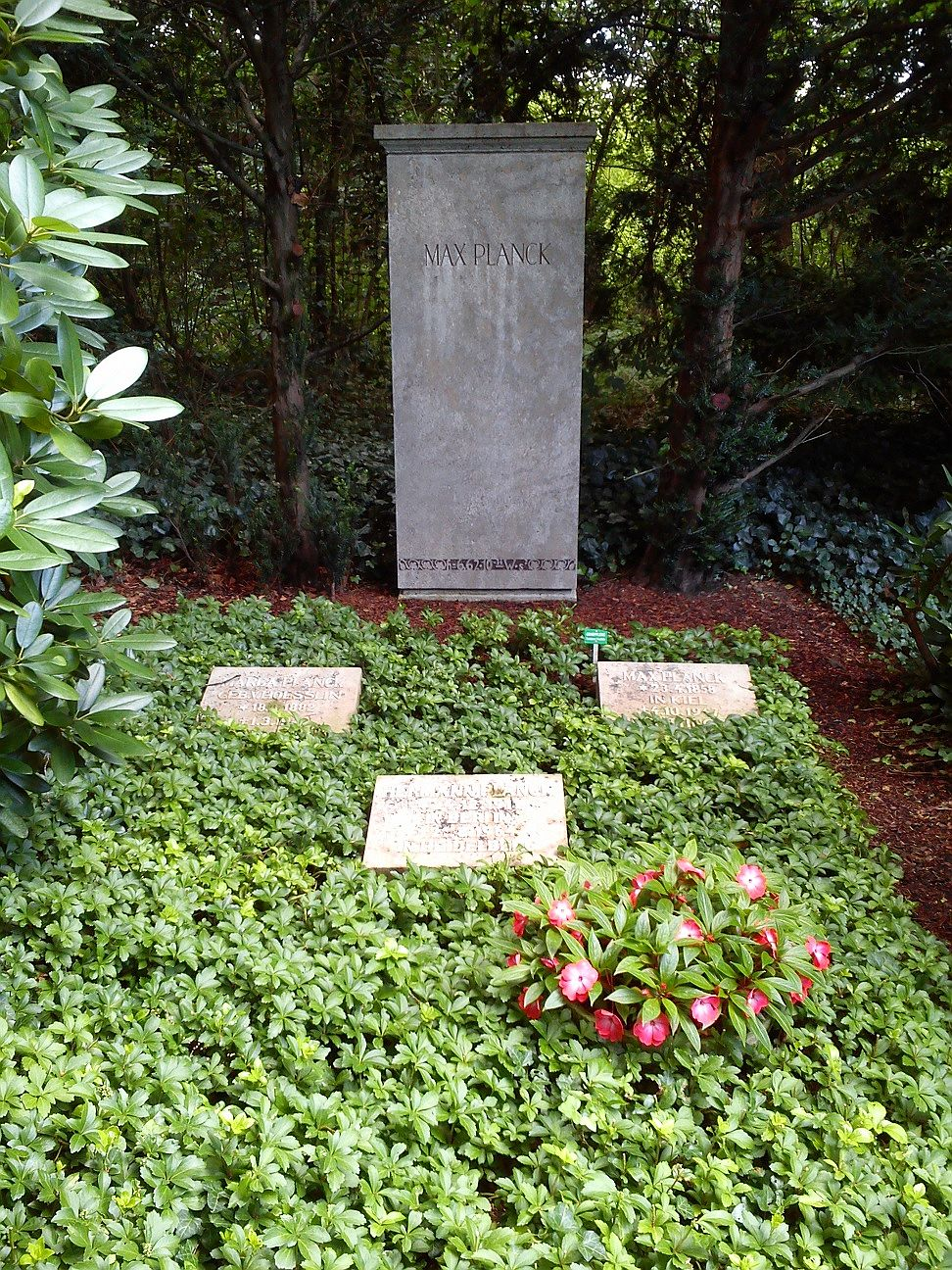
Sepultura de Max Planck e sua família no Cemitério Municipal de Göttingen

A morte trágica de seu filho Erwin o abalou psicologicamente. Este fato fez com que Planck perdesse a vontade de viver. Assim, após o término da Segunda Guerra Mundial, ele e sua segunda esposa mudaram-se para Göttingen, onde, em 4 de outubro de 1947, aos 89 anos, Planck morreu em consequência de uma queda e de diversos derrames, morte esta que, segundo James Franck, veio a ele "como uma redenção."
Logo após sua morte, a Sociedade KWG foi renomeada como Max-Planck-Gesellschaft zur Förderung der Wissenschaften (MPG, Sociedade Max Planck para o Progresso das Ciências).
Seu corpo encontra-se sepultado no Cemitério Municipal de Göttingen, na Alemanha.

## Legado

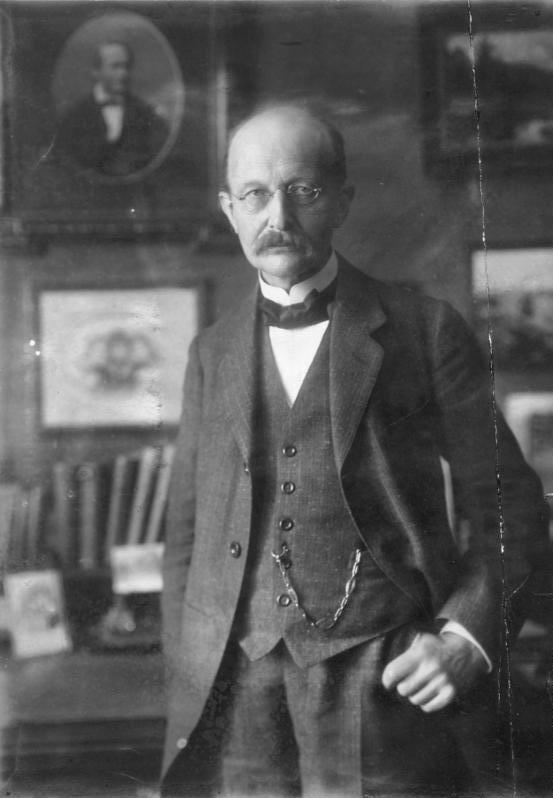
Planck em 1901.

As descobertas de Planck, que mais tarde viriam a ser verificadas por outros cientistas, resultaram no nascimento de um campo totalmente novo na física moderna, conhecido como mecânica quântica; e que forneceram a base para a investigação de áreas pouco exploradas até então, como a energia nuclear.
O próprio Planck sabe de sua importância. Tanto que em 1922 fez a seguinte afirmação: "É verdade, antes a física era mais simples, harmônica e, portanto, mais satisfatória!"

## Homenagens

A moeda de 2 marcos alemães leva o rosto de Planck.

- "Pour le Mérite" - Science and Arts 1915 (em 1930 ele se tornou o chanceler desta condecoração)
- Nobel de Física 1918 (premiado em 1919)
- Medalha Lorentz 1927
- Medalha Franklin (1927)
- Adlerschild des Deutschen Reiches (1928), premiado pelo Presidente Alemão
- Uma medalha com seu nome (Medalha Max Planck) foi criada em 1929 para feitos extraordinários em física teórica.[25]
- Medalha Copley (1929)[26]
- Em 1938, um asteróide (1069 Planckia) foi batizado em sua homenagem pela União Astronómica Internacional
- Em 24 de Dezembro de 2002, após Portaria do MEC de Nº 3.844, foi fundada no Brasil, na cidade de Indaiatuba, Estado de São Paulo,   a Faculdade Max Planck. - http://www.faculdademax.edu.br/
- Em 2009 a Agência Espacial Europeia batizou uma sonda (Planck (sonda espacial)),[27] como parte de seu programa científico Horizon 2000.
- Uma cratera na lua foi batizada em sua homenagem (Cratera Planck).

## Publicações
- Planck, M. (1900a). «Über eine Verbesserung der Wienschen Spektralgleichung». Verhandlungen der Deutschen Physikalischen Gesellschaft. 2: 202–204 Trad. ter Haar, D. (1967). «On an Improvement of Wien's Equation for the Spectrum» (PDF). The Old Quantum Theory. [S.l.]: Pergamon Press. pp. 79–81. LCCN 66029628
- Planck, M. (1900b). «Zur Theorie des Gesetzes der Energieverteilung im Normalspectrum». Verhandlungen der Deutschen Physikalischen Gesellschaft. 2: 237 Trad. ter Haar, D. (1967). «On the Theory of the Energy Distribution Law of the Normal Spectrum» (PDF). The Old Quantum Theory. [S.l.]: Pergamon Press. p. 82. LCCN 66029628
- Planck, M. (1900c). «Entropie und Temperatur strahlender Wärme» [Entropy and Temperature of Radiant Heat]. Annalen der Physik. 306 (4): 719–737. Bibcode:1900AnP...306..719P. doi:10.1002/andp.19003060410
- Planck, M. (1900d). «Über irreversible Strahlungsvorgänge» [On Irreversible Radiation Processes]. Annalen der Physik. 306 (1): 69–122. Bibcode:1900AnP...306...69P. doi:10.1002/andp.19003060105
- Planck, M. (1901). «Ueber das Gesetz der Energieverteilung im Normalspektrum». Annalen der Physik. 309 (3): 553–563. Bibcode:1901AnP...309..553P. doi:10.1002/andp.19013090310 Trad. Ando, K. «On the Law of Distribution of Energy in the Normal Spectrum» (PDF). Consultado em 13 de outubro de 2011. Cópia arquivada (PDF) em 6 de outubro de 2011
- Planck, M. (1903). Treatise on Thermodynamics. Ogg, A. (transl.). London: Longmans, Green & Co. OL 7246691M
- Planck, M. (1906). Vorlesungen über die Theorie der Wärmestrahlung. Leipzig: J.A. Barth. LCCN 07004527
- Planck, M. (1914). The Theory of Heat Radiation. Masius, M. (transl.) 2nd ed. [S.l.]: P. Blakiston's Son & Co. OL 7154661M
- Planck, M. (1915). Eight Lectures on Theoretical Physics. Wills, A. P. (transl.). [S.l.]: Dover Publications. ISBN 0-486-69730-4
- Planck, M. (1943). «Zur Geschichte der Auffindung des physikalischen Wirkungsquantums». Naturwissenschaften. 31 (14–15): 153–159. Bibcode:1943NW.....31..153P. doi:10.1007/BF01475738